# عقبة بن عامر بن نابي
عقبة بن عامر بن نابي صحابي من الأنصار شهد بيعة العقبة الأولى والثانية، وشهد غزوة بدر وأحد والخندق وسائر المشاهد، واستشهد في معركة اليمامة سنة 12 هـ.

## سيرته
هو عقبة بن عامر بن نابي بن زيد بن حرام بن كعب بن غنم بن كعب بن سلمة الأنصاري السلمي، شهد العقبة الأولى والثانية، وبدرًا وأحدًا، وشهد الخندق، وسائر المشاهد، واستشهد باليمامة.
عن عقبة بن عامر السلمي قال: «جئت رسول اللَّه صلى اللَّه عليه وسلّم بابني وهو غلام حدث السنّ، فقلت: بأبي أنت وأمي! علّم ابني دعوات يدعو بهنّ وخفف عليه، فقال: «قل يا غلام: اللَّهمّ إنّي أسألك نجاة في إيمان، وإيمانًا في حسن خلق، وصلاحًا يتبعه نجاح». فأعادها عليه الغلام حتى قال الغلام:
قد فهمت.»